# Wasaburg

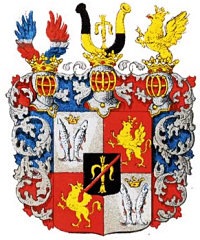
Wappen Vasaborg

Wasaburg, schwedisch Vasaborg, war der Name eines vor allem in Deutschland lebenden schwedischen Adelsgeschlechts, das eine Bastardlinie des schwedischen Königshauses Wasa bildete.

## Geschichte

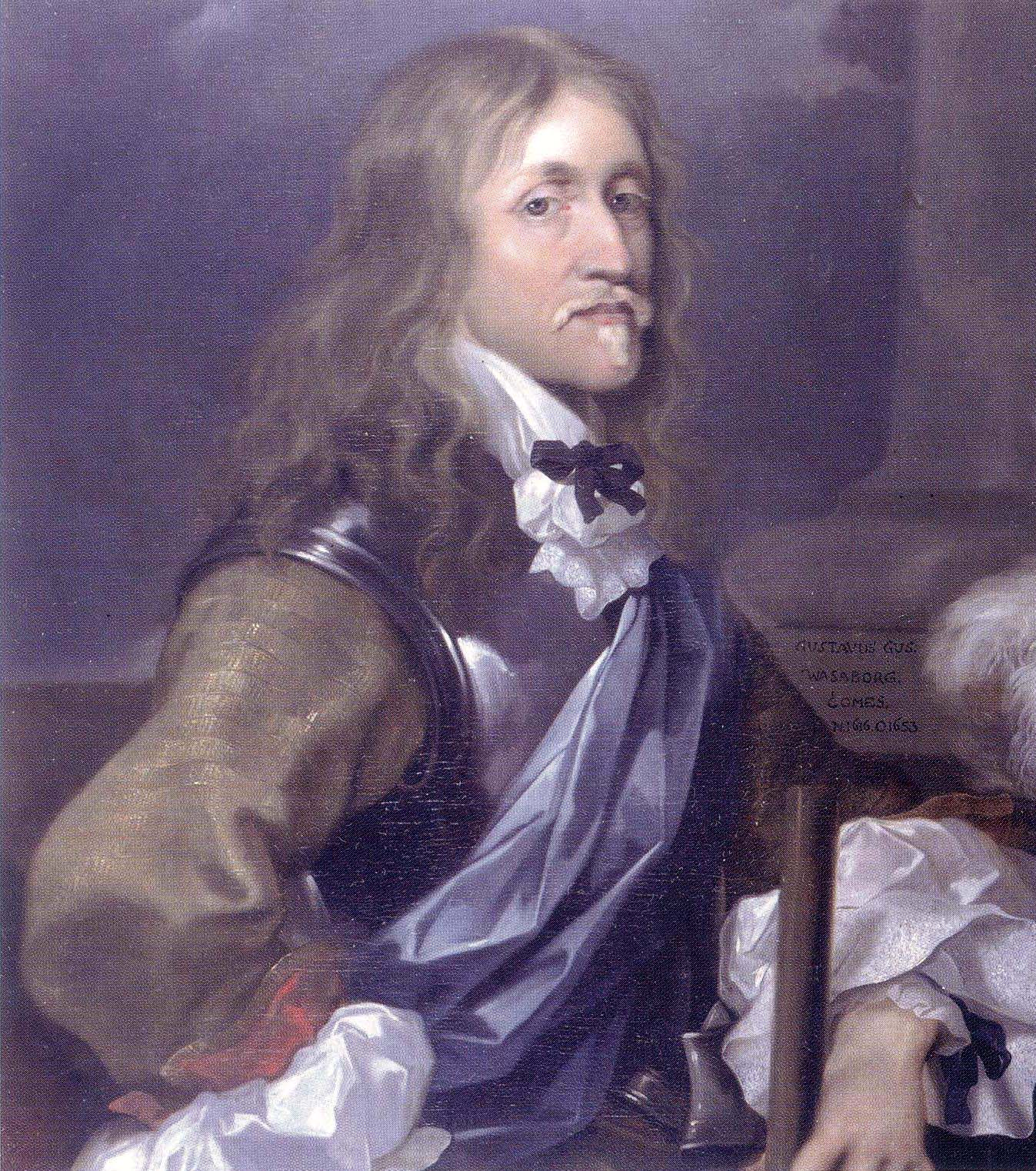
Gustav Gustavson von Wasaburg, Graf von Nystad (1616–1653), Administrator des Hochstifts Osnabrück

Der schwedische König Gustav II. Adolf hatte eine außereheliche Beziehung mit der Holländerin Margarethe Cabeliau. 1616 wurde daraus ihr Sohn Gustav Gustavson (1616–1653) geboren. Dieser schlug die Offizierslaufbahn ein, besetzte im Dreißigjährigen Krieg 1633 das Hochstift Osnabrück und wurde Administrator des Hochstifts bis 1650. 1637 erhob man ihn in den Adelsstand als Freiherr von Wasaburg (af Vasaborg). Königin Christina machte ihren Halbbruder 1647 zum Grafen von Nystad. Zugleich wurde die Familie unter der Nummer 6 in die Grafenklasse des Ritterhauses aufgenommen.
Gustav Gustavson war verheiratet mit Anna Sofia von Wied-Runkel (1616–1694), der Schwester von Graf Friedrich III. von Wied. Nach dem Westfälischen Frieden erhielt er eine Abfindung, und Wildeshausen wurde zum Sitz der Familie.
Von den Kindern des Paares wurde Gustav Adolf (1653–1732) ebenfalls Offizier. Er war verheiratet mit Angelika Catharina von Leiningen-Westerburg. 1675 eroberte der münstersche Fürstbischof Christoph Bernhard von Galen Wildeshausen und zerstörte das von Gustav Gustavsson erbaute Schloss Huntlosen. Nach dem Frieden von Nijmegen 1679 verpfändete Gustav Adolf von Wasaburg die Herrschaft Wildeshausen für 100.000 Reichstaler an den Fürstbischof von Münster Ferdinand von Fürstenberg. 1721 wurde das Amt Wildeshausen Teil von Kurhannover. Bedingt durch diese Umstände, hielt sich Gustav Adolf mehr bei der Familie seiner Frau in Westerburg und Grünstadt auf. Sein Bruder Anton Adolf von Wasaburg (1689–1748) wurde Schwedischer Generalmajor im Großen Nordischen Krieg.
In der männlichen Linie starb das Geschlecht 1754 mit dem Tod von Georg Moritz von Wasaburg (1678–1754), dem Sohn von Gustav Adolf, aus. Er war zugleich der letzte männliche Nachkomme aus dem Hause Wasa. Seine Schwester Gräfin Henrietta Polyxena (1696–1777) war die letzte Trägerin des Namens. Sie starb in Huntlosen und ist auch dort begraben.

## Wappen
Das Stammwappen Vasaborg zeigte auf einem silbernen Schild die goldene Wasagarbe von einem diagonalen roten Bastardfaden durchkreuzt.
Das gräfliche Wappen ist quadriert mit einem Herzschild, darin das Stammwappen; 1 und 4 in Blau ein einwärtsgekehrter, gekrönter, silberner Greif; 2 und 3 in Gold zwei abgewendete aufrechte Fische mit natürlichen Schuppen, über denen eine goldene Krone schwebt (das Wappen von Nystad).

## Stralenheim-Wasaburg
Siehe auch: Stralenheim (Adelsgeschlecht)

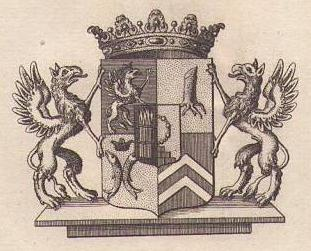
Wappen Stralenheim-Wasaburg

Die Schwester des letzten Grafen Wasaburg, Sophia Elisabeth Christina von Wasaburg (1694–1756) heiratete 1716 Graf Henning von Stralenheim, den schwedischen Gouverneur von Zweibrücken. Aus dieser Ehe stammten zwei Kinder: Catharina Sophia (1717–64), die den französischen Baron Eric Sparre (1700–1742) heiratete und Henning Gustav (1719–1787).
Henning Gustav von Stralenheim begann, beide Namen zu benutzen und nannte sich nun Graf von Stralenheim-Wasaburg. Er heiratete Freiin Caroline von Esebeck; ihre gemeinsamen Kinder setzten die gräfliche Linie fort, bis sie 1872 im Mannesstamm ausstarb.
Nach anfänglicher Duldung untersagte König Gustav III. seinem entfernten Cousin Henning Gustav die Benutzung des schwedischen Titels und des Namens Wasaburg, was sich aber nicht durchsetzen ließ.
Das Allianzwappen Stralenheim-Wasaburg auf dem Epitaph Hennings von Stralenheim in der Stiftskirche St. Arnual zeigte auf der Seite der Ehefrau im Stammwappen Wasaburg ein silbernes Strahlenbündel in Schwarz. Aktuell sind die beiden Wappen von Ehemann und Ehefrau nicht mehr tingiert, sondern einheitlich golden gefasst.
Das gräfliche Wappen Stralenheim Wasaburg vereint im Stammwappen gespalten die beiden Stammwappen Stralenheim und Wasaburg.

## Monumente
- Grabkapelle in der Riddarholmskyrkan, Stockholm[2]
- Epitaph für Henning von Stralenheim und Sophia Elisabeth Christina von Wasaburg in der Stiftskirche St. Arnual

Nach dem Adelsgeschlecht ist der Wasaburger Weg in Großenkneten-Huntlosen benannt.